# توره کلر
توره کلر (سوئدی: Tore Keller; ۴ ژانویهٔ ۱۹۰۵ – ۱۵ ژوئیهٔ ۱۹۸۸) بازیکن فوتبال اهل سوئد بود.
وی در بازی‌های المپیک تابستانی ۱۹۲۴ برندهٔ مدال برنز شده‌است.